# Coronation Cup 1953 (Fußball)
Der Coronation Cup 1953 (deutsch: Krönungspokal) war ein einmaliges Fußballturnier, das zu Ehren der Krönung von Königin Elisabeth II. in Glasgow veranstaltet wurde. Vier englische und vier schottische Teams nahmen im Mai 1953 daran teil. Celtic Glasgow und Hibernian Edinburgh zogen in das Finale im Hampden Park ein. Durch seinen Sieg war Celtic inoffizieller britischer Meister.

## Viertelfinale
Ausgetragen wurden die Spiele am 11. und 13. Mai 1953. Das Wiederholungsspiel fand am 12. Mai 1953 statt.
|                     | Ergebnis  |                   |
| ------------------- | --------- | ----------------- |
| Celtic Glasgow      | 1:0       | FC Arsenal        |
| Manchester United   | 2:1       | Glasgow Rangers   |
| Newcastle United    | 4:0       | FC Aberdeen       |
| Hibernian Edinburgh | 1:1 n. V. | Tottenham Hotspur |

### Wiederholungsspiel
|                     | Ergebnis  |                   |
| ------------------- | --------- | ----------------- |
| Hibernian Edinburgh | 2:1 n. V. | Tottenham Hotspur |

## Halbfinale
Ausgetragen wurden die Spiele am 16. Mai 1953.
|                     | Ergebnis |                   |
| ------------------- | -------- | ----------------- |
| Celtic Glasgow      | 2:1      | Manchester United |
| Hibernian Edinburgh | 4:0      | Newcastle United  |

## Finale
| Celtic Glasgow                           | Celtic Glasgow | Hibernian Edinburgh | Hibernian Edinburgh |
| ---------------------------------------- | --- | --- | ------------------- |
| Celtic Glasgow                           | \| 20. Mai 1953 in Glasgow (Hampden Park) \| \| Ergebnis: 2:0 (?:?) \| \| Zuschauer: 107.000 \| \| Schiedsrichter: H. Phillips (Motherwell) \|                                    | \| 20. Mai 1953 in Glasgow (Hampden Park) \| \| Ergebnis: 2:0 (?:?) \| \| Zuschauer: 107.000 \| \| Schiedsrichter: H. Phillips (Motherwell) \|                                         | Hibernian Edinburgh |
| Celtic Glasgow                           | John Bonnar, Mike Haughney, Alex Rollo, Bobby Evans, Jock Stein , John McPhail, Bobby Collins, Jimmy Walsh, Neil Mochan, Bertie Peacock, Willie Fernie Cheftrainer: Jimmy McGrory | Tommy Younger, Jock Govan, Jock Paterson, Archie Buchanan, Hugh Howie, Bobby Combe, Gordon Smith, Bobby Johnstone, Lawrie Reilly, Eddie Turnbull, Willie Ormond Cheftrainer: Hugh Shaw | Hibernian Edinburgh |
| Celtic Glasgow                           | 1:0 Neil Mochan 2:0 Jimmy Walsh | | Hibernian Edinburgh |
| 20. Mai 1953 in Glasgow (Hampden Park)   | | |                     |
| Ergebnis: 2:0 (?:?)                      | | |                     |
| Zuschauer: 107.000                       | | |                     |
| Schiedsrichter: H. Phillips (Motherwell) | | |                     |

### Torschützenliste
Bei gleicher Anzahl von Toren sind die Spieler alphabetisch nach Nachnamen sortiert.
| Pl. | Nat.       | Name            | Logo | Mannschaft          | Tore |
| --- | ---------- | --------------- | ---- | ------------------- | ---- |
| 01. | Schottland | Lawrie Reilly   |      | Hibernian Edinburgh | 4    |
| 02. | Schottland | Neil Mochan     |      | Celtic Glasgow      | 2    |
| 02. | England    | Jack Rowley     |      | Manchester United   | 2    |
| 04. | Schottland | Bobby Collins   |      | Celtic Glasgow      | 1    |
| 04. | England    | George Hannah   |      | Newcastle United    | 1    |
| 04. | Schottland | Bobby Johnstone |      | Hibernian Edinburgh | 1    |
| 04. | England    | Sid McClellan   |      | Tottenham Hotspur   | 1    |
| 04. | Schottland | Hunter McMillan |      | Glasgow Rangers     | 1    |
| 04. | England    | Jackie Milburn  |      | Newcastle United    | 1    |
| 04. | Nordirland | Bertie Peacock  |      | Celtic Glasgow      | 1    |
| 04. | England    | Stan Pearson    |      | Manchester United   | 1    |
| 04. | Schottland | Gordon Smith    |      | Hibernian Edinburgh | 1    |
| 04. | Schottland | Eddie Turnbull  |      | Hibernian Edinburgh | 1    |
| 04. | England    | Sonny Walters   |      | Tottenham Hotspur   | 1    |
| 04. | Schottland | Jimmy Walsh     |      | Celtic Glasgow      | 1    |
| 04. | England    | Len White       |      | Newcastle United    | 1    |
| 04. | Endstand   |                 |      |                     | 1    |

- Ein Eigentor von Alec Young (FC Aberdeen).